# International Rules Football
International Rules Football ist eine Mischung aus Australian Football und Gaelic Football. Beide Sportarten sind sich sehr ähnlich und wurden früher fast ausschließlich in Australien bzw. Irland gespielt. Um Länderspiele zwischen diesen beiden Nationen zu ermöglichen, einigten sich die Verbände Australian Football League und Gaelic Athletic Association auf ein neues Regelwerk, welches einen Kompromiss zwischen der australischen und irischen Variante darstellt. In Irland wird daher manchmal auch von Compromise Rules gesprochen.

## Geschichte
International Rules Football wurde erstmals 1967 gespielt, als eine australische Auswahlmannschaft Irland besuchte und mehrere Spiele gegen eine Auswahl der Gaelic Athletic Association absolvierte. Seit 1998 wurden jährlich zwei Partien zwischen der australischen und irischen Nationalmannschaft ausgetragen. Seit 2014 wird nur noch eine Partie pro Jahr absolviert, wobei das Gastgeberland jährlich wechselt. Bis 2015 gewann Irland insgesamt 21 und Australien 17 Spiele. Außerhalb dieses Ländervergleichs haben die International Rules keine nennenswerte Verbreitung.

## Regeln
Entsprechend dem Kompromisscharakter des Regelwerks wurden das rechteckige Spielfeld und der runde Ball aus dem Gaelic Football, das Tackling gegen den Oberkörper und das "Marken" des Balles aus dem Australian Football übernommen. Eine Mannschaft besteht aus 15 Spielern (inklusive Torwart) und ein Spiel dauert 72 Minuten. Es gibt drei Möglichkeiten zu punkten: Ein Schuss in das Tor bringt sechs Punkte (Goal). Kickt ein Spieler den Ball zwischen die Stangen, die eine vertikale Verlängerung der Torpfosten darstellen, bekommt sein Team drei Punkte (Over). Ein Schuss, der neben dem Tor, aber innerhalb der Außenstangen landet, ergibt einen Punkt (Behind).

## Konkurrenz
In Gegensatz zum Gaelic Football ist die Anzahl der Australian Football spielenden Nationen in den letzten Jahren enorm gestiegen, sodass 2002 vom inoffiziellen Weltverband International Australian Football Council und der Australian Football League in und um Melbourne erstmals der Australian Football International Cup, eine Art Weltmeisterschaft, ausgespielt werden konnte. Bis 2014 wurden bereits fünf Turniere ausgetragen. Die australische Nationalmannschaft selbst nimmt am AFIC nicht teil, da das spielerische Niveau der anderen Nationen (noch) zu niedrig ist. In Zukunft könnte sich das ändern, da immer mehr Ausländer in der AFL spielen, die eine gute Konkurrenz im AFIC werden dürften. Eine irische Nationalmannschaft im Australian Football gibt es bereits; sie gewann 2002 und 2011 den Titel.